# Prince charmant (chanson)
Pour les articles homonymes, voir Prince charmant (homonymie).
Singles de Keen'v
J'aimerais trop
(2011) Les mots
(2011)
Prince charmant est une chanson du chanteur français Keen'v sorti le 18 juillet 2011. Extrait de l'album Carpe Diem (2011), la chanson a été écrite par Zonee-L, Willy William, DJ Yaz, Fabrice Vanvert, Keen'v et produite par DJ Yaz. Le single se classe numéro des clubs en France en octobre 2011.

## Clip vidéo
Le clip vidéo sort sur le site de partage YouTube le 19 septembre 2011 sur le compte officiel de DJ Yaz. La vidéo dure 5 minutes et une seconde.

## Liste des pistes
Promo - Digital Yaz
1. Prince charmant - 3:17

## Classement par pays
| Classement (2011)                       | Meilleure position |
| --------------------------------------- | ------------------ |
| Belgique (Wallonie Ultratop 50 Singles) | 21                 |
| France (SNEP)                           | 21                 |
| France (Club 40)                        | 1                  |

## Reprise
Avant d'avoir repris J'aimerais trop, "JN" (Jean-Noel Joret) a repris également Prince charmant en punk cover.